# Касаєва Зарема Абукарівна
Зарема Абукарівна Касаєва (рос. Зарема Абукаровна Касаева, нар. 25 лютого, 1987) — російська важкоатлетка, бронзова призерка Олімпійських ігор 2004 року, чемпіонка світу та Європи.

## Біографія
Зарема Касаєва народилася 25 лютого 1987 року в селі Чермен.
Спортсменка успішно виступала на юніорському рівні, ставши чемпіонкою Європи. За національну збірну Росії дебютувала у 2002 році на чемпіонаті світу, де посіла 7-ме місце у ваговій категорії до 69 кг. У 2003 році Касаєва виграла бронзову медаль чемпіонату Європи.
Найвагомішого успіху спортсменка добилася у 2004 році. Вдалі виступи дали їй можливість представити Росію на Олімпійських іграх у Афінах. Там вона показала результат 262,5 кг, що був ідентичним до результату угорської важкоатлетки Естер Крутзлер. Через те, що вага Касаєвої в день змагань була більшою ніж у Крутзлер, вона отримала бронзову медаль, а угорка срібну.
Після цього провела вдалий 2005 рік. Росіянка спершу стала чемпіонкою Європи, а пізніше виграла золото чемпіонату світу. Найкращим результатом важкоатлетки протягом наступного етапу кар'єри стала бронзова медаль чемпіонату світу 2006 року в ваговій категорії до 75 кг. У 2008 році вирішила завершити кар'єру.

## Результати
| Рік              | Місце                                   | Вага             | Ривок            | Ривок            | Ривок            | Ривок            | Поштовх          | Поштовх          | Поштовх          | Поштовх          | Загалом          | Місце            |
| Рік              | Місце                                   | Вага             | 1                | 2                | 3                | Місце            | 1                | 2                | 3                | Місце            | Загалом          | Місце            |
| Олімпійські ігри | Олімпійські ігри                        | Олімпійські ігри | Олімпійські ігри | Олімпійські ігри | Олімпійські ігри | Олімпійські ігри | Олімпійські ігри | Олімпійські ігри | Олімпійські ігри | Олімпійські ігри | Олімпійські ігри | Олімпійські ігри |
| ---------------- | --------------------------------------- | ---------------- | ---------------- | ---------------- | ---------------- | ---------------- | ---------------- | ---------------- | ---------------- | ---------------- | ---------------- | ---------------- |
| 2004             | Афіни, Греція                           | до 69 кг         | 115.0            | 117.5            | 120.0            | 117.5            | 140.0            | 145.0            | 147.5            | 145.0            | 262.5            | 3                |
| Чемпіонат світу  |                                         |                  |                  |                  |                  |                  |                  |                  |                  |                  |                  |                  |
| 2002             | Варшава, Польща                         | до 69 кг         | 95.0             | 100.0            | 102.5            | 7                | 125.0            | 130.0            | 130.0            | 9                | 225.0            | 7                |
| 2003             | Ванкувер, Канада                        | до 69 кг         | 107.5            | 110.0            | 112.5            | 5                | 132.5            | 137.5            | 137.5            | 5                | 245.0            | 5                |
| 2005             | Доха, Катар                             | до 69 кг         | 118              | 118              | 118              | 2                | 145              | 153              | 157              | 1                | 275              | 1                |
| 2006             | Санто-Домінго, Домініканська Республіка | до 75 кг         | 105              | 110              | 115              | 4                | 130              | 136              | 136              | 3                | 246              | 3                |
| Чемпіонат Європи |                                         |                  |                  |                  |                  |                  |                  |                  |                  |                  |                  |                  |
| 2003             | Лутракі, Греція                         | до 69 кг         | 100.0            | 102.5            | 105.0            | 4                | 125.0            | 130.0            | 135.0            | 3                | 235.0            | 3                |
| 2005             | Софія, Болгарія                         | до 69 кг         | 115.0            | 118.0            | 120.0            | 1                | 140.0            | 145.5            | 150.0            | 1                | 265.0            | 1                |
| 2007             | Страсбург, Франція                      | до 69 кг         | 100.0            | 105.0            | 105.0            | 4                | 125.0            | 128.0            | 136.0            | 4                | 228.0            | 4                |